# 1199
Năm 1199 là một năm trong lịch Julius.

## Sự kiện
- Thành lập Công quốc Galicia-Volyn[1] (tan rã 1349, sụp đổ hoàn toàn 1392)

## Sinh
- Joan Flanders, Nữ bá tước xứ Flanders (mất 1244)
- Isobel người Scot, con gái của David xứ Scotland, Bá tước Huntingdon (mất 1251)
- Vua Na Uy Guttormr Sigurðarson (mất 1204)

## Mất
- 23 tháng 1 - Abu Yusuf Yaqub al-Mansur (sinh 1160)
- 9 tháng 2 - Minamoto no Yoritomo, shogun Nhật Bản (sinh 1147)
- 6 tháng 4 - Vua Anh Richard Lionheart (sinh 1157)
- 4 tháng 9 - Joan nước Anh, Nữ hoàng Sicilia, vợ của William II xứ Sicilia (sinh 1165)